# Juan de Villanueva

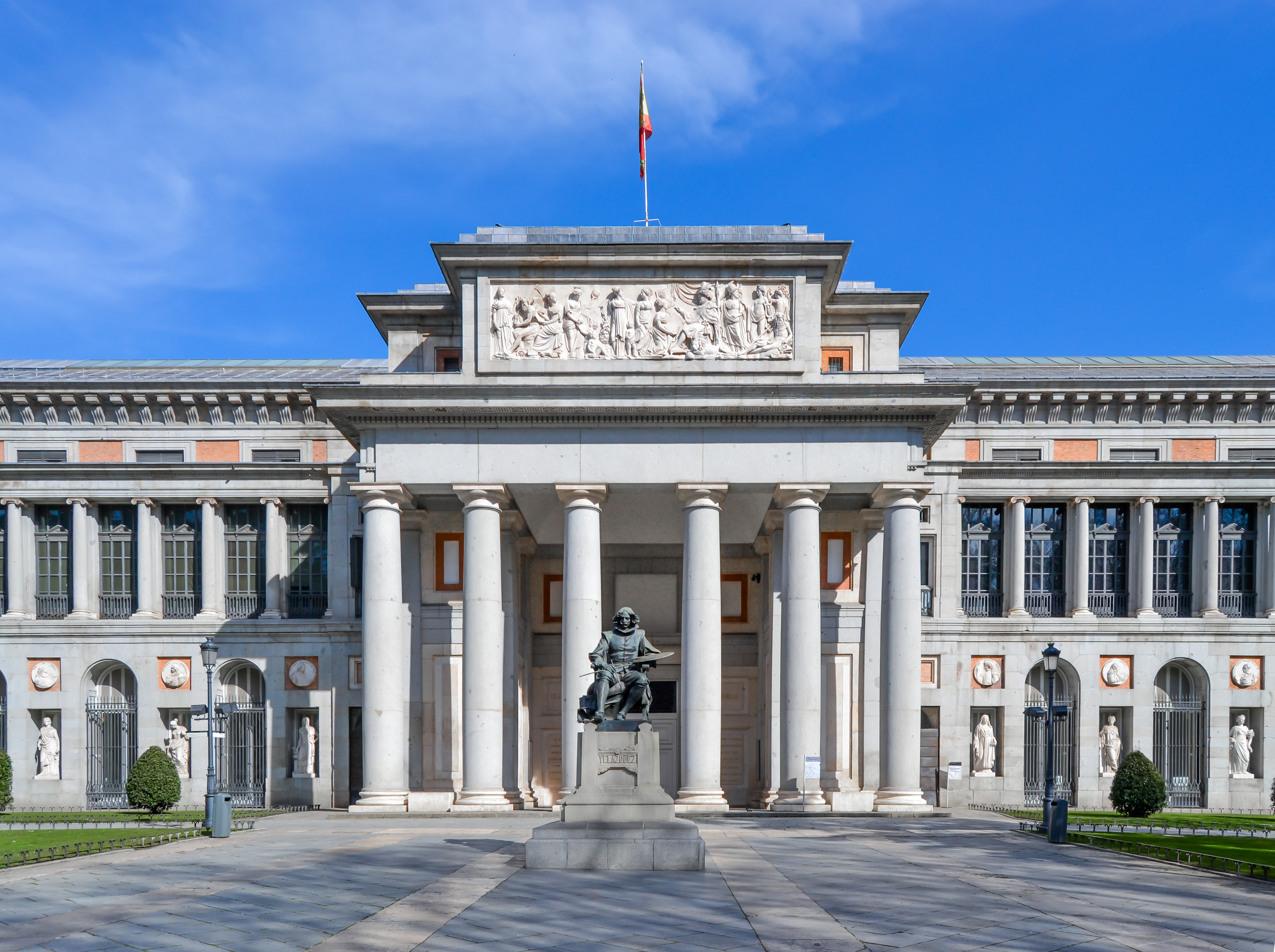
Entrada do Museu do Prado, a obra-prima de Juan de Villanueva.

Juan de Villanueva (Madrid, 15 de setembro de 1739 — Madrid, 22 de agosto de 1811) foi um dos mais conhecidos arquitectos de espanhóis, tendo projectado a maior parte do célebre Museu do Prado.
Máximo representante da geração de arquitectos neoclassicistas espanhóis, da segunda metade do século XVIII, Juan de Villanueva estudou na famosa Academia de Belas Artes de São Fernando, em Espanha.
Viajou, posteriormente, para Roma onde foi nomeado arquitecto chefe da Ordem dos Jerónimos do Escorial. Aqui projectou diversas casas junto ao mosteiro, não esquecendo de manter a linha austera e subtíl, de acordo com o dito.
Projectou também a Casinha do Infante, construída para o infante Dom Gabriel. De reduzidas áreas mais intimistas, nesta pequena mansão vigora o estilo palaciano neoclássico francês.
Contudo, a obra-prima de Juan de Villanueva é, com certeza, o famoso Museu das Ciências e História Natural, que actualmente é o famoso Museu do Prado. Este edifício, de traços monumentais, encontra-se organizado em cinco alas diferentes, as quais formam, actualmente, parte do museu.
Também a remodelação da Praça Maior de Madrid, depois do incêndio de 1790, e o Observatório Astronómico são da sua autoria.